# Logística militar
La logística militar (del griego logistikos, que sabe calcular) es la disciplina de planificar y llevar a cabo el movimiento, suministro y mantenimiento de las fuerzas militares. En su sentido más amplio, son aquellos aspectos u operaciones militares que se ocupan de:
- Diseño, desarrollo, adquisición, almacenamiento, distribución, mantenimiento, evacuación y disposición de material.
- Transporte de personal.
- Adquisición o construcción, mantenimiento, operación y disposición de instalaciones.
- Adquisición o prestación de servicios.
- Apoyo a los servicios médicos y sanitarios.

## Etimología y definición
La palabra "logística" deriva del adjetivo griego logistikos que significa "hábil en el cálculo", y su correspondiente palabra latina logisticus. A su vez proviene del griego logos, que se refiere a los principios del pensamiento y la acción.  Otra raíz latina, log-, dio lugar hacia 1380 a logio, que significa alojarse o morar, y se convirtió en el verbo francés loger, que significa "alojarse". Hacia 1670, el rey francés Luis XIV creó el cargo de Maréchal des logis, oficial responsable de planificar las marchas, establecer los campamentos y regular el transporte y el abastecimiento. El término logistique pronto pasó a referirse a sus funciones. Fue en este sentido que Antoine-Henri Jomini se refirió al término en su Resumen del arte de la guerra (1838). En la traducción inglesa, la palabra se convirtió en "logística".
En 1888, Charles C. Rogers creó un curso sobre logística naval en el Naval War College. En Farrow's Military Encyclopedia (1895), Edward S. Farrow, e instructor de táctica en West Point proporcionó esta definición:

Bardin considera que la aplicación de esta palabra por algunos escritores es más ambiciosa que exacta. Deriva del latín logista, administrador o intendente de los ejércitos romanos. Es propiamente esa rama del arte militar que abarca todos los detalles para mover y abastecer a los ejércitos. Incluye las operaciones de los departamentos de artillería, intendencia, subsistencia, medicina y paga. También abarca la preparación y regulación de los almacenes, para la apertura de una campaña, y todas las órdenes de marcha y otras órdenes del general en jefe relativas al movimiento y abastecimiento de los ejércitos.

El término se popularizó durante la Segunda Guerra Mundial. En Logística en la Segunda Guerra Mundial: Informe final de las Fuerzas de Servicio del Ejército, el teniente general LeRoy Lutes, comandante general de las Fuerzas de Servicio del Ejército, dio al término una definición más amplia: 

La palabra "logística" ha recibido muchos matices diferentes. Una definición común es: "Aquella rama del arte militar que abarca los detalles del transporte, acuartelamiento y suministro de tropas en operaciones militares." Tal como se utiliza la palabra en las páginas siguientes, su significado es aún más amplio. Abarca todas las actividades militares no incluidas en los términos "estrategia" y "táctica". En este sentido, la logística incluye la adquisición, almacenamiento y distribución de equipos y suministros; el transporte de tropas y carga por tierra, mar y aire; la construcción y mantenimiento de instalaciones; la comunicación por cable, radio y correo; el cuidado de enfermos y heridos; y la incorporación, clasificación, asignación, bienestar y separación del personal.

La OTAN utiliza una definición más restrictiva:

La ciencia de planificar y llevar a cabo el movimiento y mantenimiento de las fuerzas. En su sentido más amplio, los aspectos de las operaciones militares que tienen que ver con:
1. diseño y desarrollo,
2. adquisición,
3. almacenamiento,
4. movimiento,
5. distribución,
6. mantenimiento,
7. evacuación y eliminación de material
8. transporte de personal
9. adquisición o construcción,
10. mantenimiento, operación y eliminación de instalaciones;
11. adquisición o suministro de servicios y
12. apoyo médico y sanitario.

En la década de 1960, el término "logística" comenzó a utilizarse en el mundo empresarial, donde significa distribución física y gestión de la cadena de suministro.

## Concepto
Antoine-Henri Jomini distinguió tres partes distintas en la técnica militar:
- 1.ª parte o estrategia militar.
- 2.ª parte o táctica militar, que para Jomini es la táctica sublime.
- 3.ª parte o logística.

La tercera (parte del Arte de la Guerra) es la logística o el arte práctica de mover los ejércitos, los pormenores materiales de las marchas y formaciones y el establecimiento de los campamentos y acantonamientos sin atrincherar, en una palabra la ejecución de las combinaciones de la estrategia y la táctica sublime.

Esta voz la usaron también en el siglo XIX los siguientes autores:
- El general Bardín autor de un diccionario militar en cuatro volúmenes (la deriva de logísta).
- Lloyd en 1813.
- Chambray o Cambray en 1830.
- Rüstow también admitió en su obra L' art mil. au XIX siegle, Tomo I, pág. 385, la logística con las siguientes palabras: «El ejército es un organismo completo: En cada momento de su acción le vemos perseguir un pensamiento estratégico, ordenación táctica al mismo tiempo. Este orden táctico es la incorporación o encarnación de la idea y entre la idea y su incorporación viene a colocarse el cálculo especial de las relaciones, el plan, el orden de ejecución. Así creemos fijar su verdadero puesto a la parte del arte militar que Jomini llamó logística y es esa ciencia que abraza toda la acción del Estado Mayor General».

En cuanto a su etimología Jomini la derivó erróneamente de la voz de la antigua designación francesa del cuartel-maestre-general (Mayor general des logis), ya que la palabra logística como se cita al principio del artículo, como la voz estrategia o táctica vienen del griego y significa logística, «el arte de calcular» y sabido es que los cálculos son la parte más importante de las funciones del Estado Mayor.
En Edad Contemporánea, a partir de la publicación de la obra de Jomini, la importancia y trascendencia de la logística aumentó considerablemente, conforme aumentaban la importancia y generalidad de las funciones que incumbían al Estado Mayor en el gobierno y dirección de los ejércitos.
En sucesivas guerras como las de mediados y finales del siglo XIX en que las tropas en campaña alcanzaban efectivos inmensos, menester ya era de que la logística, de tal modo entendida, tuviese en los ejércitos perfecta ejecución y sobre todo a partir de la Primera y más tarde Segunda Guerra Mundial, se puso ya en absoluta evidencia la necesidad de una discurrida y trabajada disposición logística de los ejércitos de las diversas naciones para que el plan estratégico pueda recoger en el campo de la táctica la victoria deseada.

## Algunos puntos principales
Algunos de los puntos principales que debe contener la logística, según Jomini, son los siguientes:
- Preparar con antelación todo el material necesario para poner en movimiento el ejército
- Redactar todas las órdenes del general en jefe para las diversas operaciones militares
- Fortificar diversos puntos para facilitar las operaciones militares
- Disponer y dirigir los reconocimientos de toda clase para conocer posiciones del enemigo
- Adoptar todas las medidas para secundar las órdenes del general en jefe sobre los movimientos que determine
- Organizar bien las vanguardias
- Fijar métodos e instrucciones
- Ordenar y vigilar la marcha de los parques, equipajes, municiones, víveres, hospitales de campaña, etc.
- No descuidar el servicio de los continuos convoyes que remplazan los víveres y municiones del consumo diario
- Establecer los campamentos y arreglar el servicio para su seguridad, orden y policía
- Demarcar y organizar las líneas de operaciones y de etapa
- Organizar en la base de operaciones del ejército los depósitos de convalecientes, enfermizos, hospitales móviles, talleres, farmacia, etc.
- Tener exacta noticia de todos los destacamentos (ahora serían comandos o partidas) ausentes
- Organizar partidas
- Tomar todas las medidas de precaución necesarias en las retiradas para su mejor orden

El historiador James A. Huston propuso dieciséis principios de logística militar:
1. Equivalencia: La estrategia, la táctica y la logística son facetas inseparables e interdependientes del arte y la ciencia militares.
2. Precedencia del material: La movilización del material debe preceder a la del personal, y la dotación de las unidades logísticas a la de las unidades de combate.
3. Impulso hacia delante: El impulso del aprovisionamiento debe provenir de la retaguardia, y los comandantes de las unidades de combate deben ahorrarse tener que ocuparse de los detalles logísticos sin dejar de controlar su logística.
4. Movilidad: La logística debe facilitar el movimiento rápido tanto de las unidades de combate como de las logísticas en apoyo de las operaciones.
5. Dispersión: Múltiples fuentes de suministro y líneas de comunicación reducen la interferencia enemiga y la congestión de la infraestructura de transporte.
6. Economía: Los recursos logísticos son limitados, por lo que deben desplegarse de forma que se aprovechen al máximo.
7. Viabilidad: Las capacidades logísticas están sujetas a restricciones externas.
8. Flexibilidad: Los planes y prioridades estratégicos y operativos cambian y el apoyo logístico debe cambiar con ellos.
9. Relatividad: La logística es relativa al tiempo y al espacio.
10. Continuidad: No deben ser necesarios cambios fundamentales para hacer frente a una emergencia.
11. Oportunidad: Las tareas logísticas deben realizarse de forma que se aprovechen al máximo las oportunidades.
12. Responsabilidad: Alguien debe ser responsable del rendimiento y los resultados logísticos.
13. Unidad de mando: La logística es una función del mando y una única autoridad debe ser responsable de la logística.
14. Información: Se requiere información precisa y oportuna para una planificación y apoyo logístico eficaces.
15. Calidad: La logística se ve facilitada por estrictas normas de calidad.
16. Simplicidad: Las soluciones sencillas son más eficaces y manejables.

El Estado Mayor Conjunto de los Estados Unidos redujo el número de principios a sólo siete:
1. Capacidad de respuesta: Proporcionar el apoyo necesario cuándo y dónde se necesite.
2. Simplicidad: fomenta la unidad y la eficiencia en la planificación y ejecución, y reduce la niebla de guerra y la "fricción" causada por el combate.
3. Flexibilidad: capacidad de improvisación y adaptación a situaciones y necesidades cambiantes.
4. Economía: utilización del mínimo de recursos necesarios para alcanzar un objetivo.
5. Alcanzabilidad: el punto en el que existen suficientes suministros, apoyo y capacidades de distribución para iniciar las operaciones con un nivel de riesgo aceptable.
6. Sostenibilidad: capacidad de mantener el nivel y la duración necesarios de apoyo logístico para alcanzar los objetivos.
7. Supervivencia: capacidad de prevalecer a pesar de los impactos adversos.

## Ejemplos

### Batalla de Leipzig
Según Jomini, la importancia de una buena logística se dio en esta batalla, ya que recibiendo los franceses esta batalla con un desfiladero a retaguardia y unas praderas cubiertas de arboledas y cortados por pequeños ríos y jardines, era necesario haber echado un número de pequeños puentes, abrir paso para que condujeren a ellos y marcar con jalones las comunicaciones.
Si bien estas precauciones no hubieran evitado la pérdida de aquella batalla decisiva a los franceses, hubieran podido salvar un gran número de hombres, cañones y carros de municiones que se vieron obligados a abandonar.

### Guerras napoleónicas, 1806 y 1815: ejemplos de buena logística
Ejemplos de buena logística son la reunión del ejército francés en las llanuras de Lera en 1806 y la apertura de la campaña de 1815.
En ambos casos supo Napoleón hacer coincidir con una admirable precisión y en el punto decisivo de la zona de operaciones, cuerpos que partieron de puntos los más divergentes y aseguró de este modo el éxito de la campaña. La razón es sencilla, cuando hay un hombre excepcional como el emperador francés al frente de los ejércitos, era capaz de concebir brillantes planes estratégicos y de ocuparse a la vez en la forma de ejecutarlos, asumiendo, a la par que las funciones más elevadas del mando, las que entraban de lleno en la logística, combinando de manera perfecta las marchas de las tropas, que a veces partían de puntos muy apartados y divergentes, los hacía coincidir con precisión admirable en el lugar decisivo de la zona de operaciones, asegurando de esta suerte el éxito de la campaña.
La elección del punto decisivo fue una hábil maniobra estratégica y el cálculo de los movimientos una operación logística emanada de su gabinete, siendo el emperador mismo jefe de su Estado Mayor, como dejó escrito un reputado escritor de temas militares: «Teniendo un compás en la mano, abierto con un equivalente a siete u ocho leguas de la escala se ponía en el mapa, apoyado o recostado y marcando las posiciones de sus cuerpos de ejército y las que presumía que ocupaba el enemigo, con alfileres de diversos colores, disponía los movimientos con una seguridad que es difícil concebir, contando las jornadas con la abertura constante de su compás, juzgaba en un instante los días necesarios a cada masa de tropas para llegar al punto determinado el día preciso y marcando estas nuevas posiciones con alfileres y combinando las jornadas correspondientes a cada una de las diferentes columnas con el momento posible para emprender su marcha, dictaba aquellas instrucciones que bastarían por sí solas para hacerlo memorable».
Así fue como viniendo Ney de las orillas del lago de Constanza, Lannes de la Alta Suabia, Soult y Davout de Baviera y el Palatinado, Bernard y Augereau de Franconia y la Guardia Imperial de París, se hallaron sobre tres caminos paralelos a la misma altura, cuando nadie ni el ejército ni en Alemania comprendían cosa alguna de sus movimientos, al parecer tan complicados.

### Obra maestra de logística
Cuando Blücher, mariscal prusiano en 1815, estaba pacíficamente acantonado entre los ríos Sambre y Rin, y Wellington estaba muy ocupado en dar y recibir fiestas en Bruselas, aguardando tanto uno como otro el momento de invadir Francia, Napoleón, a quien creían que estaba en la capital francesa ocupado en ceremonias políticas, caía como un rayo con su Guardia Real, apenas reorganizada, sobre Charleroi y los cuarteles de Blücher, coincidiendo con una rara puntualidad las columnas convergentes de todas las direcciones el 14 de junio de 1815 en los llanos de Beaumont a las orillas del Sambre.
La ejecución de esta obra maestra de logística se debió a la combinación de dos operaciones napoleónicas, fundadas en un buen cálculo estratégico.

## España

Escudo de la Fuerza Logística Operativa del Ejército de Tierra Español.

José Almirante, autor de la obra Diccionario militar (Madrid, 1869), dejó escrito lo siguiente sobre la palabra «logística»: «A las dificultades insuperables que por sí ofrece la exacta definición de Estrategia y Táctica, añade Jomini esta otra de Logística, explicando en dieciocho párrafos nada menos las atenciones que comprende el nuevo ramo y que, sin gran esfuerzo, pudieran repartirse y clasificarse en los dos principales o, si se quiere, en otros dieciocho nuevos, cada uno con su respectivo nombre griego.»
No obstante, la palabra «logística» fue rápidamente admitida en las naciones de Europa y concretamente en España de manera oficial en el año 1882, en que, al aprobarse el plan de estudios que había de regir en la Academia de Estado Mayor, se introdujo en España como práctica de fin de carrera la realización de un viaje de Estado Mayor o campaña logística, según se efectuaba también en las Escuelas de Guerra o Estado Mayor de las naciones extranjeras, determinando en esta forma sus ideas acerca del asunto: «...y disponiéndose así de treinta y cinco o cuarenta días para la instrucción práctica, habrá de invertirse el razonable tiempo en una campaña logística o viaje de Estado Mayor, apropiado para ejercitarse en aquellas cuestiones relacionadas inmediata y principalmente con el servicio que el oficial de nuestro cuerpo está llamado a prestar en circunstancias y casos en el que el menor descuido o la más leve falta pueden producir funestas e irreparables consecuencias...»

## Resumen
Resumiendo, resulta que la concepción del plan de operaciones, basada en un buen cálculo estratégico, es independiente de la logística y corresponde exclusivamente al general en jefe, pero la ejecución y el modo de disponer, combinar y arreglar en su conjunto y por números los movimientos de las masas de tropas, corresponden a la logística y pertenecen al Estado Mayor.